# Waldo (músico)
Waldo (nacido Marko Reijonen, 1967) es un músico finés eurodance. Sus éxitos como solista, cantados en el acento de Jamaica, son  "It's About Time" y "Feel So Good" en 1995. It's About Time fue certificado como Disco de Oro en Finlandia en 1996. Waldo también ha escrito canciones para diferentes artistas como Christian Forss. 
Después de 1998 ha sido cantante y compositor de su banda de Waldo's People. 
Marko Reijonen posee dos tiendas de ropa en Sello y Myyrmanni llamadas Waldo Clothing.

## Discografía

### Álbumes
- It's About Time (Blue Bubble 1995)
- The Riddle (Blue Bubble 1996)

### Singles
- "Forever" (1995)
- "It's About Time" (Remixed 1995)
- "Feel So Good" (Blue Bubble 1995)
- "Be bop a lula" (Blue Bubble 1995)
- "Move Your Body" (Blue Bubble 1996)
- "Give Me Your Love" (Blue Bubble 1995)
- "Gimme Gimme" (Blue Bubble 1996)
- "The Look" (Native Dance)
- "Cool Lover" (Blue Bubble 1997)
- "Ooh-la-la" (Blue Bubble 1997)
- "Face The Fact" (Warner 2003)
- "Yellow sky" (Warner 2003)